# Bockara
Bockara è un'area urbana della Svezia situata nel comune di Oskarshamn, contea di Kalmar.
La popolazione risultante dal censimento 2010 era di 316 abitanti.